# Fürstenberg (vorstengeslacht)

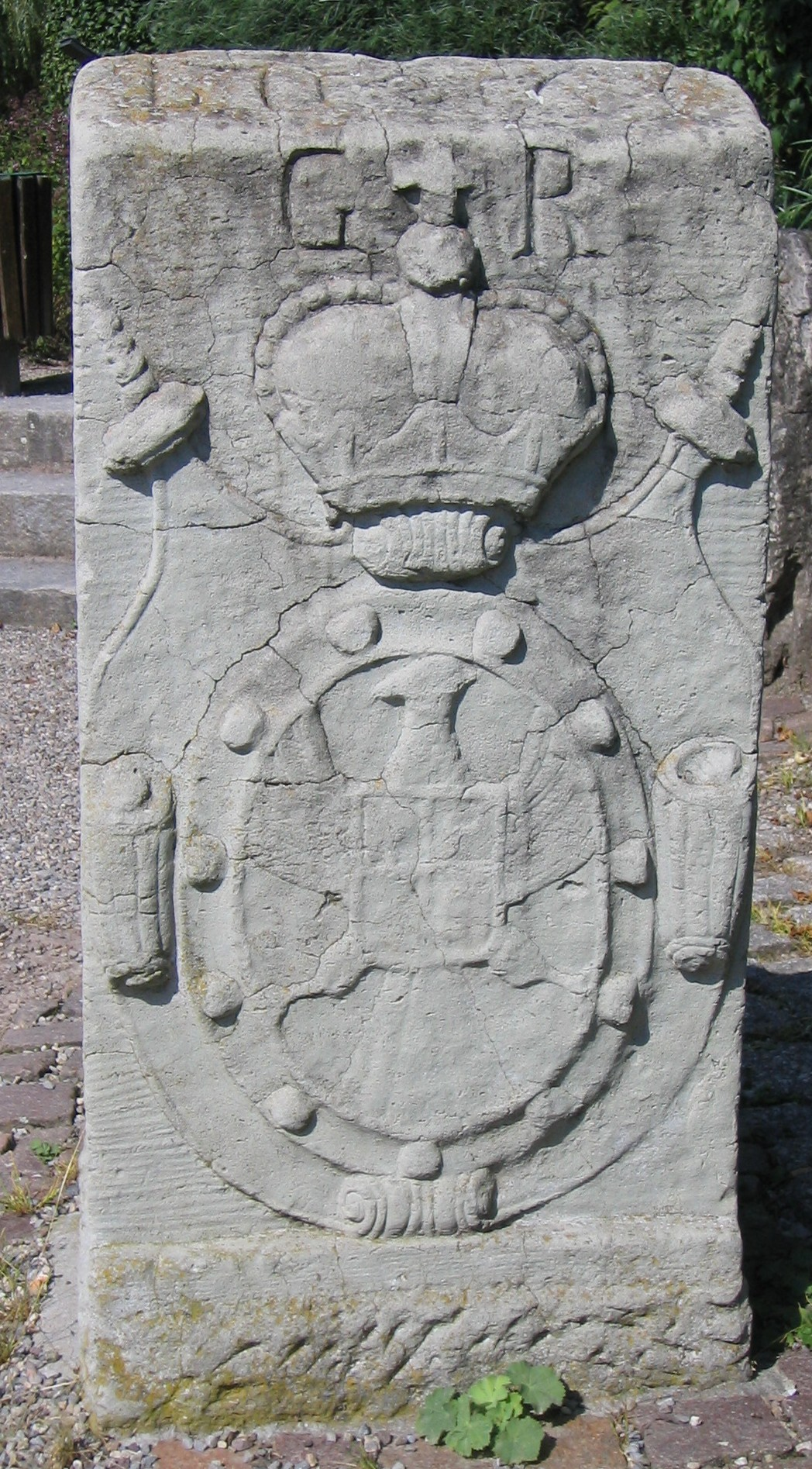
Grenssteen tussen Fürstenberg en het klooster St. Blasien

Fürstenberg is een Zuidwest-Duits vorstengeslacht, niet te verwarren met de Westfaalse baronnen en graven van Fürstenberg. Hun bezit werd ook wel het vorstendom Fürstenberg genoemd.

## Geschiedenis
Het geslacht stamt af van de graven van Urach, die in de 13e eeuw slot en stad Fürstenberg in het Zwarte Woud bouwden. Hendrik I, derde zoon van Egon V van Urach, erfde in 1284 onder andere Fürstenberg, Villingen, Haslach. Rooms-koning Rudolf van Habsburg beleende hem ook met het landgraafschap Baar en schonk hem het recht bier te brouwen. Het zo ontstane Huis Fürstenberg werd al snel in verschillende linies verdeeld, die onder Frederik III kortstondig werden verenigd, maar dat onder zijn zoons Christoffel I en Joachim in 1559 weer uiteenviel in de linies Fürstenberg-Blomberg en Fürstenberg-Heiligenberg.
Fürstenberg-Blomberg viel in 1614 uiteen in de graafschappen Fürstenberg-Möskirch (gesticht door Wratislaw II, uitgestorven in 1744) en Fürstenberg-Stühlingen (gesticht door Frederik Rudolf). De linie Fürstenberg-Heiligenberg maakte een hoge vlucht, werd in 1664 in de rijksvorstenstand verheven en kreeg een stem in de vorstenraad, maar stierf in 1716 met vorst Anton Egon uit. De vorstelijke waardigheid ging hierna over op de linie Möskirch en na het uitsterven daarvan op de linie Stühlingen. Deze Anton Egon was de stichter van de Fürstlich Fürstenbergische Brauerei, die tot 2004 in het bezit van de familie zou blijven.

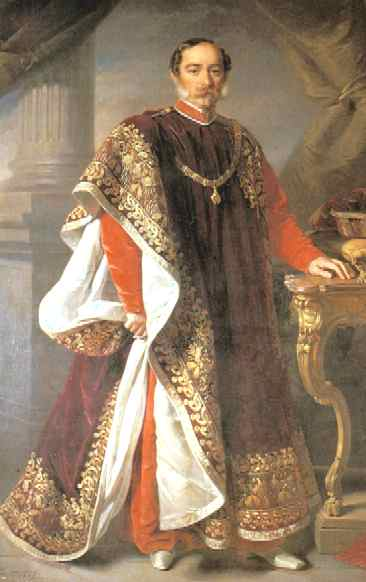
Karel Egon II in het ornaat van een ridder in de Orde van het Gulden Vlies

Fürstenberg-Stühlingen werd na de dood van graaf Prosper Ferdinand (1704) opgedeeld in de vorstelijke linie Fürstenberg-Fürstenberg (in Zwaben, gesticht door Jozef Willem Ernst) en de landgrafelijke linie Fürstenberg-Weitra (in Oostenrijk en Moravië, gesticht door Lodewijk August Egon). De vorstelijke linie, waarvan alle wettige zoons sinds 1792 de vorstentitel mochten voeren, stierf in 1804 met Karel Joachim uit. Fürstenberg werd in 1806 gemediatiseerd en viel sindsdien onder de soevereiniteit van Baden, Württemberg en Hohenzollern-Sigmaringen.
Karel Joachims erfgenaam Karel Egon II was een Badens staatsman en muziekliefhebber. Ook zijn zoon Karel Egon III en achterkleinzoon Max Egon II waren kunstzinnig en wetenschappelijk geëngageerd. Het huidige familiehoofd (sinds 2024) is Christian zu Fürstenberg.

## Bekende telgen (behalve genoemde)
- Frans Egon van Fürstenberg (1625-1682), bisschop van Straatsburg
- Willem Egon van Fürstenberg (1629-1704), broer en opvolger van voorgaande
- Frederik Egon van Fürstenberg (1813-1892), bisschop van Brünn, aartsbisschop van Olmütz
- Elisabeth zu Fürstenberg (1767-1822), moeder van Karel Egon II
- Ira von Fürstenberg (1940), actrice en juwelenontwerpster
- Egon von Fürstenberg (1946-2004), modeontwerper

Alt-Leiningen-Westerburg · Arenberg · Auersperg · Bentheim-Steinfurt · Bentheim-Tecklenburg · Bentinck · Bömmelberg · Bretzenheim · Castell-Castell · Castell-Rüdenhausen · Colloredo-Mannsfeld · Croÿ · Dietrichstein · Erbach-Erbach · Erbach-Fürstenau · Erbach-Schönberg · Esterházy · Fürstenberg · Fugger-Babenhausen · Fugger-Glött · Fugger-Kirchberg · Fugger-Kirchheim · Fugger-Nordendorf · Harrach · Hohenlohe-Ingelfingen · Hohenlohe-Kirchberg · Hohenlohe-Langenburg · Hohenlohe-Öhringen · Hohenlohe-Schillingsfürst · Hohenlohe-Waldenburg-Bartenstein · Hohenlohe-Waldenburg-Jagstberg · Hohenlohe-Waldenburg-Schillingsfürst · Isenburg-Birstein · Isenburg-Büdingen · Isenburg-Philippseich · Kaunitz-Rietberg · Khevenhüller-Metsch · Königsegg-Aulendorf · Kuefstein · Leiningen · Leiningen-Billigheim · Leiningen-Neudenau · Leyen · Limburg-Stirum · Lobkowitz · Löwenstein-Wertheim-Freudenberg · Löwenstein-Wertheim-Rosenberg · Looz-Corswarem · Metternich-Winneburg · Neipperg · Neu-Leiningen-Westerburg · Oettingen-Spielberg · Oettingen-Wallerstein · Ortenburg · Ostein · Pappenheim · Platen-Hallermund · Plettenberg-Wittem · Pückler und Limpurg · Quadt-Wykradt-Isny · Rechberg und Rothenlöwen · Rechteren-Limpurg · Rosenberg-Orsini · Salm-Horstmar · Salm-Kyrburg · Salm-Reifferscheidt-Krautheim und Dyck · Salm-Reifferscheidt-Raitz · Salm-Salm · Sayn-Wittgenstein-Berleburg · Sayn-Wittgenstein-Hohenstein · Schaesberg · Schlitz genannt von Görtz · Schönborn · Schönborn-Buchheim · Schönborn-Wiesentheid · Schönburg-Glauchau · Schönburg-Hartenstein · Schönburg-Waldenburg · Schwarzenberg · Sinzendorf · Solms-Braunfels · Solms-Hohensolms-Lich · Solms-Laubach · Stadion-Tannhausen · Stadion-Warthausen · Starhemberg · Sternberg-Manderscheid · Stolberg-Roßla · Stolberg-Stolberg · Stolberg-Wernigerode · Thurn und Taxis · Toerring · Trauttmansdorff-Weinsberg · Waldbott-Bassenheim · Waldburg-Wolfegg und Waldsee · Waldburg-Zeil · Waldburg-Zeil-Wurzach · Waldeck-Limpurg · Wallmoden-Gimborn · Wartenberg-Roth · Wied-Neuwied · Wied-Runkel · Windisch-Graetz · Wurmbrand-Stuppach